# ويليام ثيودور دوايت
ويليام ثيودور دوايت (بالإنجليزية: William Theodore Dwight)‏ هو كاهن أمريكي، ولد في 15 يونيو 1795، وتوفي في 22 أكتوبر 1865.